# Rode lijn (metro van Lissabon)
De Rode lijn is de nieuwste metrolijn van de metro in Lissabon en werd geopend in 1998. Deze lijn telt momenteel 12 haltes. De lijn is 10,3 kilometer lang en is niet geheel ondergronds aangelegd. Tussen de stations Bela Vista en Chelas rijdt de lijn over een viaduct welke over de CP spoorlijn tussen Oriente en Queluz loopt en ook verder richting Aeroporto is het traject bovengronds.

## Geschiedenis
De Rode lijn is aangelegd om een verbinding te maken vanaf het bestaande metronet met het terrein voor de Expo van 1998 bij het station Oriente.
Op 29 augustus 2009 werd de verlenging van de rode lijn tussen de stations Alameda op de kruising van de rode en de groene lijn en Sao Sebastião op de kruising van rode en de blauwe lijn gerealiseerd. Tevens werd het station Saldanha op de kruising van de rode en de gele lijn aangedaan. Hiervoor zijn op alle drie de stations nieuwe stations gebouwd onder de bestaande stations. De verlenging maakte het mogelijk om naar elk metrostation te reizen met maximaal 1 overstap.
Op 17 juli 2012 werd de verlenging van de rode lijn tussen de stations Oriente en Aeroporto geopend. Met de 3,3 km lange verlenging komt de lengte van de rode lijn nu tot 10,3 km. Op de verlenging zijn 3 nieuwe stations geopend, te weten: Aeroporto, Encarnação, Moscavide

## Toekomst
Vanaf deze verlenging is na station Moscavide een aftakking naar Sacavém in studie.
Voorts zijn er studies gaande naar verlenging vanaf het vliegveld richting de Blauwe Lijn en vanaf station São Sebastião in zuidwestelijke richting.